# Allocosa kulagini
Allocosa kulagini là một loài nhện trong họ wolfspinnen (Lycosidae).
Loài này thuộc chi Allocosa. Allocosa kulagini được Spassky miêu tả năm 1941.